# Championnats d'Europe de badminton 1996
Navigation
Bois-le-Duc 1994 Sofia 1998
Les championnats d'Europe de badminton 1996, quinzième édition des championnats d'Europe de badminton, ont lieu du 13 au 20 avril 1996 à Herning, au Danemark.

## Médaillés
| Épreuve       | Or                                        | Argent                           | Bronze                              |
| ------------- | ----------------------------------------- | -------------------------------- | ----------------------------------- |
| Simple hommes | Poul-Erik Høyer Larsen                    | Peter Rasmussen                  | Jesper Olsson                       |
| Simple hommes | Poul-Erik Høyer Larsen                    | Peter Rasmussen                  | Jeroen van Dijk                     |
| Simple dames  | Camilla Martin                            | Marina Yakusheva                 | Christine Magnusson                 |
| Simple dames  | Camilla Martin                            | Marina Yakusheva                 | Anne Sondergaard                    |
| Double hommes | Thomas Lund / Jon Holst Christensen       | Michael Søgaard / Henrik Svarrer | Simon Archer / Chris Hunt           |
| Double hommes | Thomas Lund / Jon Holst Christensen       | Michael Søgaard / Henrik Svarrer | Pär-Gunnar Jonsson / Peter Axelsson |
| Double dames  | Lisbeth Stuer-Lauridsen / Marlene Thomsen | Rikke Olsen / Helene Kirkegaard  | Julie Bradbury / Joanne Wright      |
| Double dames  | Lisbeth Stuer-Lauridsen / Marlene Thomsen | Rikke Olsen / Helene Kirkegaard  | Katrin Schmidt / Kerstin Ubben      |
| Double mixte  | Michael Søgaard / Rikke Olsen             | Simon Archer / Julie Bradbury    | Michael Keck / Karen Stechmann      |
| Double mixte  | Michael Søgaard / Rikke Olsen             | Simon Archer / Julie Bradbury    | Ron Michels / Erica van den Heuvel  |
| Par équipes   | Danemark                                  | Suède                            | Angleterre                          |

## Tableau des médailles
| Rang | Pays       | Médaille d'or | Médaille d'argent | Médaille de bronze | Total |
| ---- | ---------- | ------------- | ----------------- | ------------------ | ----- |
| 1    | Danemark   | 6             | 3                 | 1                  | 10    |
| 2    | Angleterre | 0             | 1                 | 3                  | 4     |
| 2    | Suède      | 0             | 1                 | 3                  | 4     |
| 4    | Russie     | 0             | 1                 | 0                  | 1     |
| 5    | Allemagne  | 0             | 0                 | 2                  | 2     |
| 5    | Pays-Bas   | 0             | 0                 | 2                  | 2     |